# Taddeo Manfredi
Taddeo Manfredi (1431 – 1486 circa) è stato conte di Faenza e signore di Imola (dal 1448 al 1473). Come condottiero fu comandante per la Repubblica di Firenze (1443-1448 e nel 1452) e per il Regno di Napoli (1448-1452).

## Biografia
Dopo aver ereditato la Signoria di Imola alla morte del padre, Guidantonio Manfredi, combatté a lungo con lo zio Astorre II Manfredi, per il dominio di Faenza. I due si riconciliarono nel 1463, ma la guerra venne ripresa quattro anni dopo. Nel 1467, assediato ad Imola da Alessandro e da Costanzo Sforza, combatté nella Battaglia di Molinella.
Nel 1471 suo figlio, Guidaccio, gli si rivolse contro: Taddeo venne imprigionato sotto l'autorità del generale milanese Roberto da Sanseverino. Nel 1472 venne liberato, ma la città si ribellò alla sua autorità. L'anno seguente vendette la città per 40.000 ducati al cardinale Pietro Riario, che la cedette poi a Girolamo Riario. Nel 1482 combatté nuovamente contro la città e venne dichiarato ribelle dal Papa.

## Discendenza
Taddeo sposò Marsobilia (-24 agosto 1476), figlia di Galasso II Pio di Savoia, Consignore di Carpi, e di Margherita d’Este ed ebbero sei figli:
- Sigismondo, uomo d'armi;
- Guidaccio (?-giugno 1499), mercenario, sposò Fiordelisa Maria Sforza, figlia di Francesco Sforza duca di Milano;
- Taddea, sposò nel 1463 ... Codronchi di Imola;
- Zaffira (1449-14 giugno 1473), sposò Pino III Ordelaffi, signore di Forlì.
- Guidantonio (?-27 maggio 1478)[3]
- Galeazzo (1456-di spada, 19 giugno 1478)[3]

## Ascendenza
|                                            |                                        |                                                  | Genitori                                         |  |  | Nonni |  |  | Bisnonni                              |  |  | Trisnonni                            |  |
|                                            |                                        |                                                  |                                                  |  |  |       |  |  | Astorre I Manfredi, signore di Faenza |  |  | Giovanni Manfredi, signore di Faenza |  |
|                                            |                                        |                                                  |                                                  |  |  |       |  |  | Astorre I Manfredi, signore di Faenza |  |  | Giovanni Manfredi, signore di Faenza |  |
|                                            |                                        | Ginevra di Mongardin                             |                                                  |  |  |       |  |  | Astorre I Manfredi, signore di Faenza |  |  |                                      |  |
| Gian Galeazzo Manfredi, signore di Faenza  |                                        |                                                  |                                                  |  |  |       |  |  | Astorre I Manfredi, signore di Faenza |  |  |                                      |  |
|                                            |                                        | Leta da Polenta                                  | Guido III da Polenta, signore di Ravenna         |  |  |       |  |  |                                       |  |  |                                      |  |
|                                            |                                        | Leta da Polenta                                  | Guido III da Polenta, signore di Ravenna         |  |  |       |  |  |                                       |  |  |                                      |  |
|                                            |                                        | Leta da Polenta                                  | Elisa d'Este                                     |  |  |       |  |  |                                       |  |  |                                      |  |
| Guidantonio Manfredi, signore di Faenza    |                                        | Leta da Polenta                                  |                                                  |  |  |       |  |  |                                       |  |  |                                      |  |
|                                            |                                        | Galeotto I Malatesta, signore di Rimini e Cesena | Pandolfo I Malatesta, signore di Rimini e Pesaro |  |  |       |  |  |                                       |  |  |                                      |  |
|                                            |                                        | Galeotto I Malatesta, signore di Rimini e Cesena | Pandolfo I Malatesta, signore di Rimini e Pesaro |  |  |       |  |  |                                       |  |  |                                      |  |
|                                            |                                        | Galeotto I Malatesta, signore di Rimini e Cesena | Taddea da Rimini                                 |  |  |       |  |  |                                       |  |  |                                      |  |
| Gentile Malatesta                          |                                        | Galeotto I Malatesta, signore di Rimini e Cesena |                                                  |  |  |       |  |  |                                       |  |  |                                      |  |
|                                            |                                        | Gentile da Varano                                | Rodolfo II da Varano, signore di Camerino        |  |  |       |  |  |                                       |  |  |                                      |  |
|                                            |                                        | Gentile da Varano                                | Rodolfo II da Varano, signore di Camerino        |  |  |       |  |  |                                       |  |  |                                      |  |
|                                            |                                        | Gentile da Varano                                | Camilla Chiavelli                                |  |  |       |  |  |                                       |  |  |                                      |  |
| Taddeo Manfredi, signore di Imola          |                                        | Gentile da Varano                                |                                                  |  |  |       |  |  |                                       |  |  |                                      |  |
|                                            | Ugolino III Trinci, signore di Foligno | Trincia Trinci, signore di Foligno               |                                                  |  |  |       |  |  |                                       |  |  |                                      |  |
|                                            | Ugolino III Trinci, signore di Foligno | Trincia Trinci, signore di Foligno               |                                                  |  |  |       |  |  |                                       |  |  |                                      |  |
|                                            | Ugolino III Trinci, signore di Foligno | Giacoma d'Este                                   |                                                  |  |  |       |  |  |                                       |  |  |                                      |  |
| Niccolò Trincia Trinci, signore di Foligno | Ugolino III Trinci, signore di Foligno |                                                  |                                                  |  |  |       |  |  |                                       |  |  |                                      |  |
|                                            |                                        | Costanza Orsini                                  | Aldobrandino Orsini, conte di Pitigliano         |  |  |       |  |  |                                       |  |  |                                      |  |
|                                            |                                        | Costanza Orsini                                  | Aldobrandino Orsini, conte di Pitigliano         |  |  |       |  |  |                                       |  |  |                                      |  |
|                                            |                                        | Costanza Orsini                                  | Marsobilia Caetani                               |  |  |       |  |  |                                       |  |  |                                      |  |
| Bianchina Trinci                           |                                        | Costanza Orsini                                  |                                                  |  |  |       |  |  |                                       |  |  |                                      |  |
|                                            |                                        | Rodolfo III da Varano, signore di Camerino       | Gentile III da Varano, signore di Camerino       |  |  |       |  |  |                                       |  |  |                                      |  |
|                                            |                                        | Rodolfo III da Varano, signore di Camerino       | Gentile III da Varano, signore di Camerino       |  |  |       |  |  |                                       |  |  |                                      |  |
|                                            |                                        | Rodolfo III da Varano, signore di Camerino       | Teodora Salimbeni                                |  |  |       |  |  |                                       |  |  |                                      |  |
| Tora da Varano                             |                                        | Rodolfo III da Varano, signore di Camerino       |                                                  |  |  |       |  |  |                                       |  |  |                                      |  |
|                                            |                                        | Elisabetta Malatesta                             | Pandolfo II Malatesta, signore di Pesaro         |  |  |       |  |  |                                       |  |  |                                      |  |
|                                            |                                        | Elisabetta Malatesta                             | Pandolfo II Malatesta, signore di Pesaro         |  |  |       |  |  |                                       |  |  |                                      |  |
|                                            |                                        | Elisabetta Malatesta                             | Paola Orsini                                     |  |  |       |  |  |                                       |  |  |                                      |  |
|                                            |                                        | Elisabetta Malatesta                             |                                                  |  |  |       |  |  |                                       |  |  |                                      |  |